# Soesilarishius amrishi
Soesilarishius amrishi är en spindelart som beskrevs av Dewanand Makhan 2007. Soesilarishius amrishi ingår i släktet Soesilarishius och familjen hoppspindlar. Inga underarter finns listade i Catalogue of Life.